# Lycoderes gladiator
Lycoderes gladiator är en insektsart som beskrevs av Ernst Friedrich Germar. Lycoderes gladiator ingår i släktet Lycoderes och familjen hornstritar. Inga underarter finns listade i Catalogue of Life.